# مبانی لنینیسم
مبانی لنینیسم یا مسائل لنینیسم (به انگلیسی: foundations of leninism) کتابی است از رهبر و دبیرکل حزب کمونیست شوروی، ژوزف استالین که در سال ۱۹۲۴ منتشر و در دسترس مخاطبان قرار گرفت. این کتاب نسخهٔ مکتوب شدهٔ مجموعه سخنرانی‌های استالین در دانشگاه کمونیستی سوردلوف روسیه∗ می‌باشد.

## زمینه شکل‌گیری
استالین در سال ۱۹۱۹ پیش از به قدرت رسیدن و در زمان حکومت لنین سردبیر نشریه سوسیالیستی پراودا بود و نام مستعار «استالین» را نیز در همین نشریه خلق کرد و در همان سال اولین مقاله خود را برای این روزنامه تحت عنوان «مارکسیسم و مسئله ملی» نگاشت.

پس از مرگ ولادیمیر لنین بنیانگذار شوروی درسال ۱۹۲۴، جنگ قدرت بین اعضای حزب کمونیست بالا گرفته بود و جناح‌های مختلف سعی در تصاحب قدرت داشتند. اما در این بین استالین که از سال ۱۹۲۲ سمت دبیر کلی حزب کمونیست را تصاحب کرده بود با جذب همراهی دیگر اعضای بلند ردهٔ حزب همچون لو کامنف و گریگوری زینوویف توانست افراد قدرتمندی چون تروتسکی را کنار زده و به قدرت برتر در حزب و شوروی برسد.

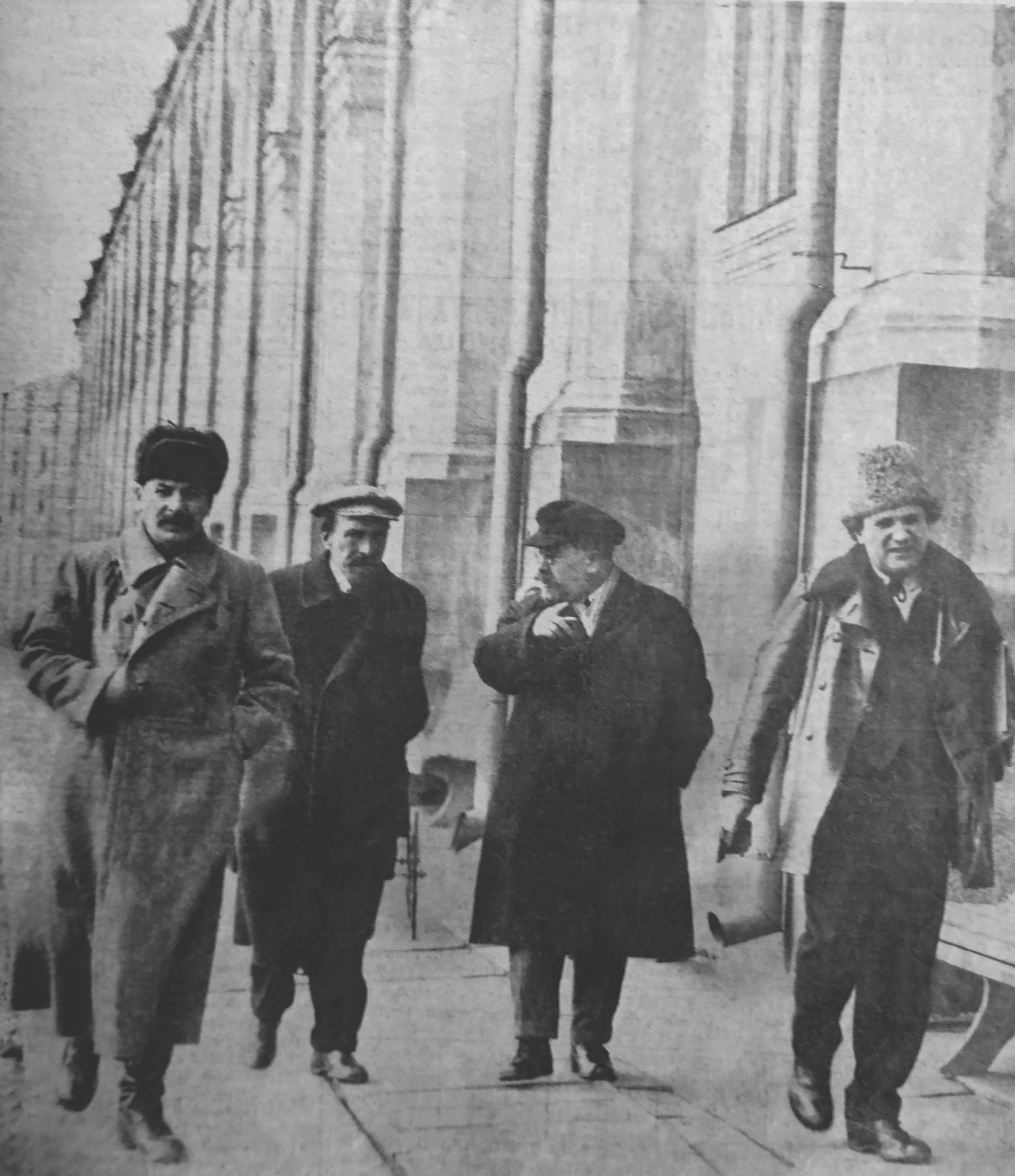
(از چپ) استالین، ریکوف، کامنف و زینوویف درسال ۱۹۲۵

پس از کسب قدرت، استالین در پی بنیانگذاری تئوریک سیاست‌های خود برآمد و برای این کار مجموعه ۹ سخنرانی در بین دانشجویان کمونیست دانشگاه سوردلوف انجام داد که پس از تدوین و نگارش با نام «مبانی لنینیسم» توسط نشریه پراودا به چاپ رسید و پخش شد.

## آشنایی با کتاب
همان‌طور که اشاره شد هدف این کتاب ساخت توجیهات نظری و ایدئولوژیک برای برپایی حکومت نوین شورویِ استالینی بود. استالین در این اثر شکل جدیدی از تفکرات لنین را بدست داد که با آن لنین متفکر و دانشمند فاصله داشت. در همین رابطه مازیار بهروز می‌گوید:
«لنینیسم» را هم اولین بار استالین استفاده کرد. البته کسان دیگری همچون تروتسکی و… هم از لنینیسم نام بردند اما آغازگر اصلی برای «بت» سازی از لنین و تبدیل او به اسطوره‌ای غیرقابل دست‌یافتن استالین بود تا بدین ترتیب بتواند زیر سایه آن «بت» سنگر بگیرد و به دیگران حمله کند. «لنینیسم» از این‌جا و از این زاویه شکل گرفت.
... لنینِ استالین ساخته، «لنینی» از آب درآمد که نه دچار اشتباه شده بود و نه می‌شد به آن انتقاد کرد. جنگ جناحی که پس از مرگ لنین در حزب کمونیست شوروی رخ داد و تا یک دهه طول کشید و به حذف فیزیکی و اعدام رهبران جناح‌های مخالف استالین منتهی شد در عمل نتیجه همان تفسیرهای متفاوت بود.
استالین در این کتاب یکی از مهمترین نظریهٔ‌های خود یعنی «سوسیالیسم در یک سرزمین» را مطرح می‌کند که ریشه این نظریه نیز در تفکرات لنین قابل یافت می‌باشد او با طرح این نظریه بدنبال ساخت پشتوانهٔ ایدئولوژیک برای طرح‌های صنعتی سازی و اشتراکی سازی کشاورزی خود بود.این همان نظریه‌ای است که در مخالفت با نظریه «انقلاب مداوم» تروتسکی مطرح شد.

## ساختار کتاب
این کتاب در نه فصل تنظیم شده‌است که عناوین آن به شرح زیر است:
- فصل یک) ریشه‌های تاریخی لنینیسم
- فصل دوم) اسلوب
- فصل سه) تئوری
- فصل چهار) دیکتاتوری پرولتاریا
- فصل پنج) مسئله دهقانان
- فصل شش) مسئله ملی
- فصل هفت) استراتژی و تاکتیک
- فصل هست) حزب
- فصل نه) سبک[۶]

## یادداشت
^  دانشگاه کمونیستی سوردلوف: آموزشگاهی دولتی در شوروی که در پی تربیت اعضای حزب کمونیست بود.